# Córdoba (Argentine)
Pour les articles homonymes, voir Córdoba.
Córdoba (fondée sous le nom de Córdoba de la Nueva Andalucía), est une ville du centre-nord de l’Argentine. C'est la capitale de la province de Córdoba. Deuxième ville  d'Argentine par son nombre d'habitants, c'est également un important centre culturel, économique, financier, et compte une forte population étudiante.
Fondée le 6 juillet 1573 par le conquistador sévillan Jerónimo Luis de Cabrera, Córdoba est au début de son histoire un village d'Espagnols servant de refuge contre les populations locales. La ville a deux fois été déclarée capitale provisoire : la première en 1806, lors des invasions britanniques du Río de la Plata, et la deuxième en 1955 pendant les événements de la Révolution libératrice.
Administrativement, la ville est divisée en quatorze Centres de participation communale, représentants de l'autorité municipale dans les quartiers. La cathédrale Notre-Dame de l'Assomption de Córdoba est aussi le siège d'un archidiocèse catholique et donc le centre de la province ecclésiastique correspondante.

## Population
Au recensement de 2001, sa population était de 1 272 334 habitants, tandis que celle de l'agglomération du grand Córdoba en comptait 1 368 301. Elle a atteint le million et demi en 2005.
| Date | Population                                      | Agglomération |
| ---- | ----------------------------------------------- | ------------- |
| 1573 | vecinos fundadores (habitants fondateurs) : 111 |               |
| 1600 | (environ) 500                                   |               |
| 1810 | 9 080                                           |               |
| 1870 | 36 223                                          |               |
| 1900 | 72 500                                          |               |
| 1960 | 589 153                                         |               |
| 1980 | 970 570                                         | 1 004 929     |
| 1991 | 1 157 507                                       | 1 208 554     |
| 2001 | 1 272 334                                       | 1 368 301     |
| 2010 | 1 329 604                                       |               |
| 2022 | 1 641 626                                       |               |

## Géographie

### Localisation
La ville de Córdoba, qui appartient administrativement à la région du Centre, est la capitale de la province de Córdoba, et se confond avec le département Capital. Le département est limité, au nord du río Primero par le département de Colón, et au sud de la rivière par le département de Santa María. Córdoba est limitée au nord par le parallèle 31° 18′ 30″ S, à l'est par le méridien 64° 03′ 27″ O, au sud par le parallèle 31° 31′ 30″ S et à l'ouest par le méridien 64° 18′ 35″ O, avec une altitude comprise entre 352 (au niveau de l'intersection du río et de la limite est de la ville) et 544 mètres (dans l'angle sud-ouest de la ville). La place San Martín, point historiquement considéré comme le centre exact de la ville, se situe aux coordonnées 31° 25′ S, 64° 11′ O.
La ville, située dans le centre du pays, se trouve à 407 km de Rosario, 614 km de Mendoza, et 710 km de Buenos Aires.

### Climat

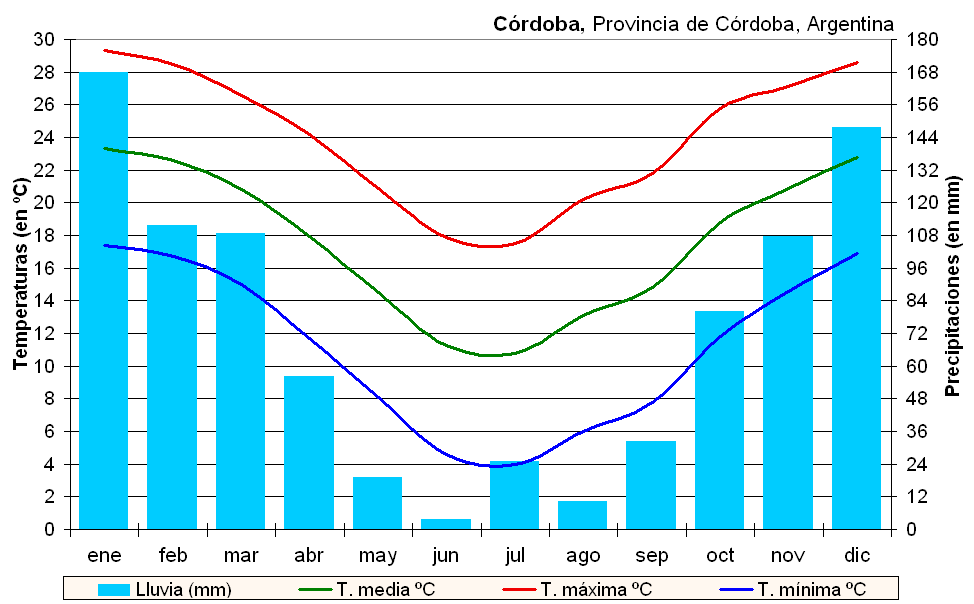
Climogramme de Córdoba.

Le climat de Córdoba, comme celui de la plus grande partie de la province, est subtropical humide avec quatre saisons bien marquées.
Les facteurs qui font que la température soit en moyenne plus fraîche que dans d'autres régions de la planète à des latitudes semblables sont : l'altitude responsable de plus ou moins deux degrés et, surtout, le fait que la province se trouve sur la diagonale éolienne des pamperos, vents froids qui soufflent du sud-ouest en provenance de l'Antarctique. D'autre part, étant donné la continentalité, les variations ou amplitudes thermiques sont plus fortes que sur le littoral, à Buenos Aires par exemple, en même temps que le niveau des précipitations annuelles moyennes y est plus faible : 750 mm par an.
La température annuelle moyenne (pondérée pour tout le XXe siècle) est de 18 °C. En janvier, mois le plus chaud de l'été austral, les températures moyennes oscillent entre 17 °C et 31 °C, avec de fortes différences thermiques entre le jour et la nuit. En juillet, mois le plus froid de l'hiver austral, les températures moyennes oscillent entre 4 °C et 19 °C, avec des gelées fréquentes et, occasionnellement mais rarement, des chutes de neige, même en plein centre-ville.
Étant donné l'extension de l'agglomération urbaine, il existe en outre une différence de 5 °C ou plus entre les quartiers du centre et la périphérie appelée « las afueras ». L'aire centrale, édifiée bien plus densément, est ainsi le noyau d'une très importante île de chaleur. On y retrouve aussi des phénomènes de smog, avec des conséquences fort désagréables pour la santé des personnes sensibles.
| Mois                                  | jan.      | fév.     | mars      | avril     | mai       | juin      | jui.      | août      | sep.      | oct.     | nov.      | déc.      | année     |
| ------------------------------------- | --------- | -------- | --------- | --------- | --------- | --------- | --------- | --------- | --------- | -------- | --------- | --------- | --------- |
| Température minimale moyenne (°C)     | 18,1      | 17,4     | 15,6      | 12,3      | 9,3       | 5,7       | 5,5       | 6,7       | 9,1       | 12,6     | 15,2      | 17,3      | 12,1      |
| Température moyenne (°C)              | 24,1      | 23,1     | 20,9      | 17,9      | 14,9      | 11,3      | 11,3      | 13,2      | 15,6      | 18,9     | 21,3      | 23,2      | 18        |
| Température maximale moyenne (°C)     | 31,1      | 30,1     | 27,6      | 24,9      | 22        | 18,5      | 18,6      | 21        | 23,3      | 26,1     | 28,4      | 30,3      | 25,2      |
| Record de froid (°C) date du record   | 5,7 1957  | 4,4 1956 | 1 1964    | −1,8 1985 | −5,8 1960 | −8 1967   | −8,2 1975 | −6,2 1999 | −4,6 1980 | 0,4 1972 | 2 1992    | 1,7 1981  | −8,2 1975 |
| Record de chaleur (°C) date du record | 40,8 2012 | 40 2003  | 38,2 1968 | 35,6 2012 | 37 1991   | 33,8 2012 | 33,5 1997 | 37,4 1988 | 39,8 1994 | 41 2009  | 40,8 1955 | 42,4 2011 | 42,4 2011 |
| Ensoleillement (h)                    | 257,3     | 229,6    | 204,6     | 189       | 170,5     | 150       | 170,5     | 204,6     | 213       | 238,7    | 255       | 251,1     | 2 533,9   |
| Précipitations (mm)                   | 121,7     | 99,8     | 110,3     | 52,2      | 18,9      | 11,4      | 12,8      | 9,7       | 33,8      | 66,4     | 96,6      | 136,9     | 770,5     |
| Humidité relative (%)                 | 64        | 67       | 72        | 71        | 69        | 67        | 64        | 56        | 54        | 57       | 59        | 62        | 63        |

### Hydrographie
Le río Primero (également nommé río Suquía), qui prend sa source dans les Sierras Grandes, traverse la ville du nord-ouest à l'est. Au sud-ouest, la rivière La Cañada s'écoule en direction du nord, et se jette dans le río Primero dans la zone du centre-ville. Ce cours d'eau est canalisé depuis les années 1930, afin d'endiguer les nombreuses inondations que ses crues provoquaient jusqu'alors.
La ville compte également plusieurs ruisseaux, qui se jettent dans les deux rivières principales, dont le ruisseau El Infernillo, qui rejoint le río Suquía.

## Importance culturelle

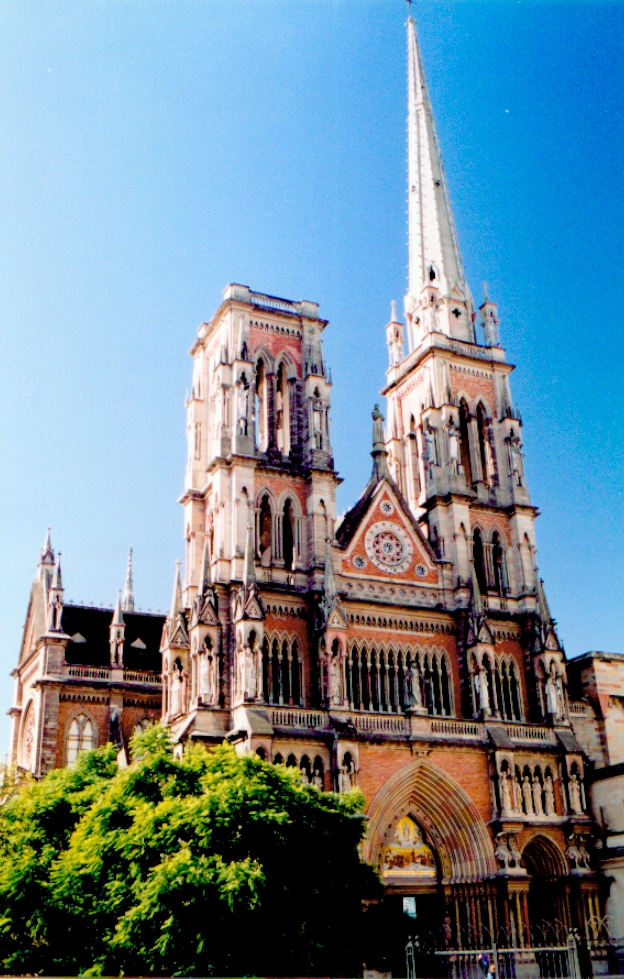
L'Église des Capucins.

. Déjà du temps de la colonisation espagnole, Córdoba était appelée en espagnol « La Docta » (La Docte) pour son université (aujourd'hui l'Université nationale de Córdoba) fondée en 1612. Elle continue à mériter cette appellation, étant en 2005 la ville latino-américaine possédant le plus grand pourcentage d'étudiants universitaires par habitant : 12 %, une des proportions les plus élevées du monde.
La ville constitue un important centre culturel, et elle a été protagoniste de faits historiques importants dans la vie argentine, comme la Réforme universitaire de 1918, et ce qu'on a appelé le « Cordobazo » en 1969 : un soulèvement étudiant puis populaire qui mena à la chute du dictateur Juan Carlos Onganía, puis à l'écroulement du régime militaire peu après.
Le périmètre de la vieille ville est construit sur la rive sud du río Primero (ou Suquía), au centre d'une vallée entourée de ravins. Là se trouve le premier édifice de l'université, le Colegio Nacional Monserrat, ainsi que la Cathédrale de Córdoba, le Cabildo, de nombreux églises et couvents (en majorité de style baroque avec cependant des éléments Renaissance ou romantiques) comme l'église dite « De la Compañía » (de Jesús), ou encore la maison du vice-roi d'Espagne Rafael de Sobremonte et les catacombes de Córdoba.

## Histoire

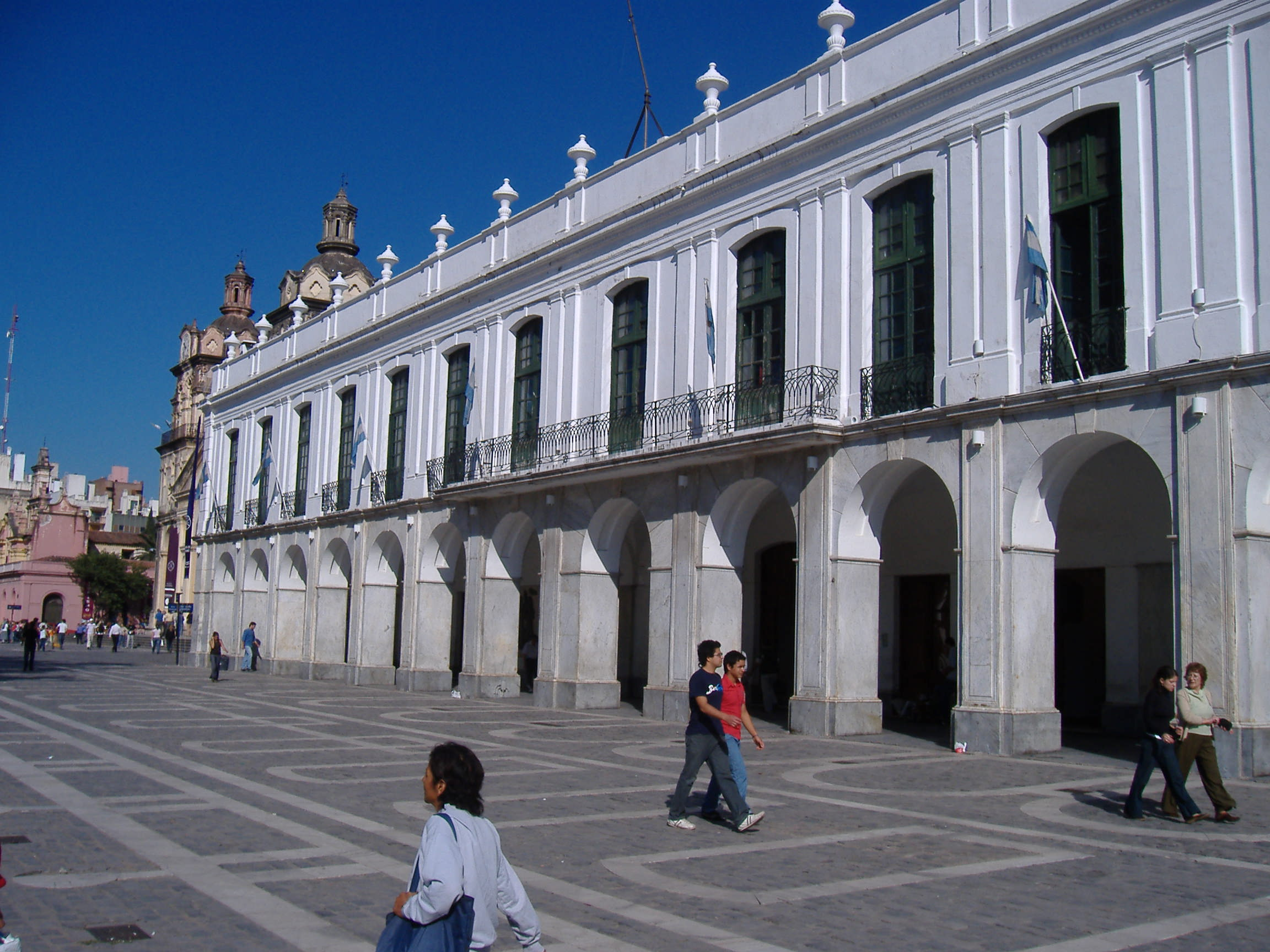
Le Cabildo sur la Plaza San Martín - on distingue à l'arrière-plan les tours de la cathédrale.

La ville fut fondée le 6 juillet 1573 par Jerónimo Luis de Cabrera, sous le nom de Córdoba de la Nueva Andalucía. Elle fut d'abord édifiée sur le site appelé Quisquisacate, ce qui semble correspondre au quartier actuel de Yapeyú. Peu de temps après, elle fut transférée sur son site actuel où elle acquit une population stable et où son économie commença rapidement à devenir florissante, grâce au commerce avec les cités du nord. C'est un des facteurs pour lesquels on constitua dans la ville, pendant une bonne partie de l'ère coloniale la « Aduana Seca de Córdoba » (douane sèche de Córdoba), transférée à Jujuy à la fin du XVIIIe siècle.
En 1580 débuta la construction de la cathédrale de Córdoba, terminée bien plus tard en 1758.
En 1610 fut fondé le collège Colegio Máximo dont dériva en 1613 l'université de Córdoba (nommée aujourd'hui Universidad Nacional de Córdoba), la plus ancienne du pays, qui a valu à la ville son surnom de « la Docta ».
En 1782, la ville devint la capitale de l'intendance de Córdoba del Tucumán qui, en plus du territoire de la province de Córdoba incluait ceux de San Luis, Mendoza, San Juan, La Rioja et une grande partie de Santiago del Estero.
Ses frontières avec l'intendance de Buenos Aires correspondaient en grande partie aux limites actuelles avec la province de Santa Fe : des lignes qui couraient depuis deux lieues à l'est du fortin Morteros, et immédiatement à l'est de la localité de Cruz Alta, jusqu'au fortin de Melincué. De là vers le sud, la délimitation était imprécise, car le territoire était sous contrôle des Indiens pampas.
En 1806, Córdoba fut nommée capitale provisoire de la vice-royauté du Río de la Plata, étant donné que vice-roi Rafael de Sobremonte qui fuyait les invasions anglaises s'y réfugia. Après la prise de la capitale par l'ennemi, un important corps militaire partit de la ville de Córdoba et participa aux actions de la reconquête de la ville de Buenos Aires.
Entre 1809 et 1810, Córdoba fut la résidence de Jacques de Liniers, héros de la résistance de Buenos Aires contre les troupes anglaises, d’origine poitevine et qui, soupçonné de complicité avec Napoléon, préféra démissionner de sa charge de vice-roi et fut nommé Comte de Buenos Aires.
Lors de la révolution de Mai, en 1810, chacune des partis voulut s’adjoindre ses services, le nouveau vice-roi Baltasar Hidalgo de Cisneros lui demandait d’organiser la résistance, tandis que la junte qui connaissait sa popularité et craignait une intervention dans le camp adverse lui offrait de la rejoindre en prenant le commandement militaire de l’ancienne vice-royauté. Fidèle à son serment au roi d’Espagne, il prit la tête des « realistas » ou « royalistes », mais fut trahi par Gregorio Funes qui a convaincu la plupart de ses hommes à déserter. Fait prisonnier, il fut exécuté sans procès le 26 août 1810 au mont des Perroquets par son ancien aide de camp Domingo French.
En 1823, Juan Bautista Bustos, gouverneur de tendance fédéraliste de la province de Córdoba, suscita la réunion d'un Congrès constituant, afin de rédiger une Constitution pour la Nation, mais la faction dirigée par Bernardino Rivadavia à Buenos Aires ne participa pas à ce congrès, et de ce fait on ne put établir une constitution pour toute l'Argentine. Pendant la guerre contre le Brésil, un autre natif de Córdoba se distingua : le général José María Paz, qui se rendit célèbre comme stratège.
En 1829, Paz qui à la suite de vieilles disputes se considérait offensé par Bustos, défit son rival à la bataille de San Roque, puis les troupes réunies de Bustos et du caudillo Juan Facundo Quiroga à la bataille de La Tablada (un caudillo est un chef militaire et politique local aux pouvoirs quasi absolus - on peut le comparer à un seigneur de la guerre).
Ces victoires, ainsi que celle d'Oncativo, donnèrent à Paz le contrôle de la ville de Córdoba, de la province et d'une grande partie d'autres provinces. Paz essaya d'organiser un gouvernement « unitaire » qui, paradoxalement, comportait des éléments de fédéralisme. Mais le contrôle de la ville et de la province par les « unitaires » dirigés par Paz s'acheva lorsqu'il fut surpris et capturé par ses adversaires fédéralistes. Il fut emprisonné dans les environs de la ville cordobèse de San Francisco, presque à la frontière de la province de Santa Fe.

## Économie
Traditionnellement, la prospérité de Córdoba a été liée à ses richesses naturelles, minières, agricoles et d'élevage. La ville ajouta progressivement de nouvelles bases de prospérité à son économie, et progressa dans la voie de l'industrialisation, surtout au XXe siècle.
À partir de la décennie des années 1950 fut créé et se développa le pôle industriel de la ville (automobiles, tracteurs, locomotives, moteurs pour bateaux, avions, meubles, industrie alimentaire). Toute l'économie entra cependant en crise dans les années 1990, comme le reste de l'industrie du pays.
Une fois passée la grave crise de 2002 dont l'Argentine a tant souffert, Córdoba a ressurgi comme pôle industriel important du pays. Grâce à la haute rentabilité des activités agraires et d'élevage, elle a connu une forte croissance économique à partir de 2004. Le redémarrage de la construction d'immeubles de tout type, l'expansion du secteur commercial (impulsé par une plus forte consommation), l'amélioration de la capacité productive et l'installation de nouvelles entreprises et PYMES (petites et moyennes entreprises) ont donné à nouveau à la ville de Córdoba la force économique qui était la sienne avant la crise.
En 2006, le secteur technologique se trouve en pleine expansion, alimentée par les nouvelles entreprises à capital national et l'implantation de filiales étrangères. Parmi ces dernières, on remarque un groupe très important qui offre au marché d'excellents produits à des prix compétitifs, grâce aux bas salaires de son personnel. On prévoit que pour 2008, la ville de Córdoba aura établi le pôle technologique le plus grand du pays.
À la suite des multiples crises économiques, 40 % des habitants vivaient dans la pauvreté en 2021,.
Parmi les entreprises établies, on trouve les usines du groupe Fiat : Fiat automobiles, IVECO, et Materfer, Renault et Volkswagen qui produisent environ 50 % de la production totale du pays, entraînant l'implantation de plus de 160 entreprises de pièces automobiles.

## Transports
Córdoba possède un aéroport (Pajas blancas, code AITA : COR).
Un projet de train à grande vitesse prévoyait de relier Córdoba à Buenos Aires sur 800 km. Un accord avait été signé en avril 2008 avec l'entreprise française Alstom, l’entreprise espagnole Isolux et les entreprises argentines Iecsa et Emepa, avant que la crise financière ne mette fin au projet.

## Patrimoine historique

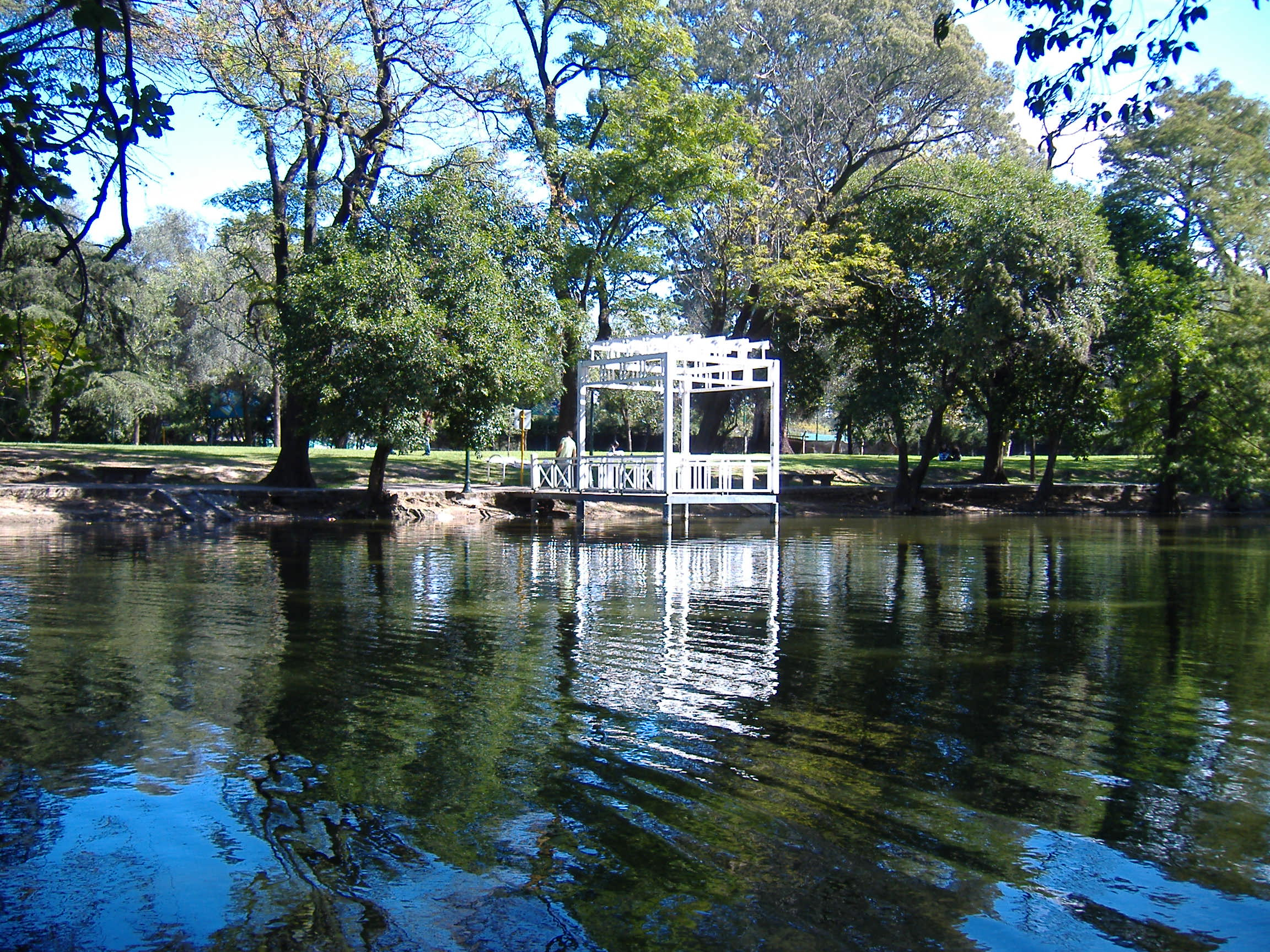
Un petit lac dans le Parque Sarmiento.

À Córdoba se trouvent conservés de nombreux monuments historiques liés au passé colonial, et en particulier des églises catholiques.
Le plus connu de ces monuments est la Manzana Jesuítica (« cité jésuitique » : l'université, l'église, la résidence de la Compagnie de Jésus et le collège, avec les cinq « estancias » de Caroya, Jesús María, Alta Gracia, Santa Catalina et La Candelaria), qui fut déclarée Patrimoine de l'Humanité par l'UNESCO en 2000.
Cet ensemble consiste en un groupe d'établissements avec des édifices construits par les jésuites durant le XVIIe siècle : le Colegio Nacional de Montserrat, l'église de la Compagnie de Jésus et l'ancienne université (actuellement, musée historique de l'Université Nationale de Córdoba).
L'une des dernières grandes églises construites au 20e siècle a été l'Église paroissiale Marie Auxiliatrice de Córdoba.
En 2006, la ville de Córdoba a été déclarée « Capitale américaine de la culture » par l'organisation de même nom, pour la richesse culturelle, intellectuelle et sociale dont elle est empreinte.

## Art et culture
- Festival international d'animation de Córdoba – ANIMA
- Chateau CAC centro de arte contemporáneo Centro de Arte Contemporáneo Chateau Carreras - 1750 avenue Cárcano
- Pabellón Argentina, dans la cité universitaire de Córdoba
- A.P.A.C (Asociación Artistas Plásticos de Córdoba)
- Paseo del Buen Pastor
- Centro Integral de Arte Casa Azul
- Projet réalisé par Guillermo Vilardo avec l'institut Helen Keller dans le Paseo del Buen Pastor
- Alfred Molet
- Musée Usina Molet
- Centro Cultural San Vicente
- Galeria Selene
- CPC Colon - Centros de Participación Comunal
- Hotel La Cañada
- Huitième Congrès international de la langue espagnole en 2019[9]
- C'est à Córdoba qu'est né le genre musical cuarteto

## Province ecclésiastique de Córdoba
L'archevêque catholique de Córdoba, Ángel Rossi, est à la tête d'une province ecclésiastique comprenant l'archidiocèse et cinq diocèses suffragants :
- Archidiocèse de Córdoba ;
- Diocèse de Cruz del Eje ;
- Diocèse de Villa de la Concepción del Río Cuarto ;
- Diocèse de San Francisco ;
- Diocèse de Villa María ;
- Prélature territoriale de Deán Funes.

## Personnalités nées dans la ville
- Marcos Aguinis, écrivain
- José Figueroa Alcorta, président argentin de 1929 à 1931
- Alberto Ammann, acteur né en 1978
- Osvaldo Ardiles, footballeur, champion du monde en 1978
- Carlos Astrada, philosophe
- José Antonio Balseiro, physicien
- Georgina Bardach, nageuse
- Patricio Barrera (XXe siècle), guitariste surnommé « el Indio Pachi »[10]
- Agustín Bernasconi, acteur
- Rodrigo Bueno (es), chanteur
- Miguel Juárez Celman, président argentin de 1886 à 1890
- Fabricio Coloccini, footballeur
- José Luis Cuciuffo, footballeur, champion du monde 1986
- Pamela David (es), modèle et actrice
- Santiago Derqui, président argentin en 1860
- Diego Domínguez, rugbyman
- Alicia Ghiragossian (1936-2014), poète et écrivaine
- La Mona Jiménez (es), chanteur
- José Meolans, nageur, champion du monde du 50 m nage libre en 2002
- David Nalbandian, joueur de tennis
- Javier Pastore, footballeur
- Carla Peterson, actrice
- Cristian Romero, footballeur, champion du monde 2022
- Fernando de la Rúa, président argentin de 1999 à 2001
- Antonio Seguí, peintre
- Matias Suárez, footballeur
- Silvana Suárez, Miss Monde 1978
- Perla Suez, femme de lettres
- Paulo Dybala, footballeur, champion du monde 2022
- Julián Álvarez, footballeur, champion du monde 2022

## Représentations dans les arts
Le groupe musical argentin Los del Suquía (article espagnol), actif depuis 1959, a consacré de nombreuses chansons à Córdoba.

## Affaire Suez
(janvier 2018).
Si vous disposez d'ouvrages ou d'articles de référence ou si vous connaissez des sites web de qualité traitant du thème abordé ici, merci de compléter l'article en donnant les références utiles à sa vérifiabilité et en les liant à la section « Notes et références ».
En 1997, le groupe Suez (alors Lyonnaise des Eaux-Dumez) a obtenu le marché public de l'eau de la ville de Córdoba, deuxième plus grande ville d'Argentine, pour une durée de 30 ans. Ce contrat concernait la potabilisation et la distribution de l'eau pour les 1,4 million d'habitants de la ville, mais non le réseau d'évacuation, jugé non rentable du fait de son mauvais état et laissé à la charge de la municipalité.
Le groupe Suez s'engageait à investir 150 millions de dollars dans les deux premières années de la concession pour améliorer les infrastructures, dont 40 millions prêtés par la Banque européenne d'investissement (BEI) sur garantie de l'État argentin, à améliorer le taux d'accessibilité à l'eau des habitants de la ville jusqu'à 97 % d'ici à 2026, à réduire le coût d'accès à l'eau et à améliorer sa qualité pour les usagers, et à payer à l'État argentin une redevance annuelle pour l'extraction et la conduite de l'eau depuis les sources jusqu'aux usines de traitement.
En 2008, Suez n'a pas investi les sommes promises, tandis que les 40 millions de dollars prêtés par la BEI n'ont en réalité bénéficié qu'aux autorités de l'État de Córdoba. En 2003, le groupe a même demandé à l'État argentin un supplément de 108 millions de dollars, invoquant les pertes subies du fait de la dévaluation du dollar après la crise de 2001. La gestion de l'eau est caractérisée par son manque de transparence et des pratiques de corruption ; le service responsable dirigé par Suez, considéré comme un monopole étranger, n'accepte pas le contrôle de l'État argentin ou des usagers. Les bénéfices n'ont pas été réinvestis dans l'amélioration du service bien que le groupe augmente régulièrement ses tarifs (dont une tentative d'augmentation de 500 % en 2005). Environ 400 000 usagers restent aujourd'hui sans accès à l'eau et la qualité de cette dernière reste mauvaise, notamment dans la zone sud de la ville où elle est chargée en produits agrochimiques. Le nombre d'emplois liés, souvent précaires du fait du recours à des sous-traitants, est passé de 1 300 à 436 depuis 1999. Les sommes dues aux collectivités locales n'ont pas non plus été payées comme prévu.
À la suite de la très vive opposition de la part de la population et des autorités locales, Suez a perdu le rôle d'opérateur à Córdoba, transféré en novembre 2008 à la société argentine Roggio (par ailleurs associée de Suez dans d'autres activités de services urbains). Suez reste toutefois partenaire de ce projet, en conservant 10 % du capital de la société gestionnaire Aguas Cordobesas.

## Jumelages
| Ville | Ville                 | Pays | Pays       | Période                    |
| ----- | --------------------- | ---- | ---------- | -------------------------- |
|       | Calama                |      | Chili      |                            |
|       | Campinas              |      | Brésil     | depuis le 21 décembre 1993 |
|       | Chongqing             |      | Chine      |                            |
|       | Ciutadella de Menorca |      | Espagne    |                            |
|       | Copiapó               |      | Chili      |                            |
|       | Cordoue               |      | Espagne    | depuis 1969                |
|       | Curitiba              |      | Brésil     |                            |
|       | Ijevsk                |      | Russie     | depuis le 13 juin 2006     |
|       | Juanjuí (en)          |      | Pérou      |                            |
|       | Naples                |      | Italie     |                            |
|       | Natal                 |      | Brésil     |                            |
|       | Saltillo              |      | Mexique    |                            |
|       | Tampa                 |      | États-Unis |                            |
|       | Tibériade             |      | Israël     |                            |
|       | Turin                 |      | Italie     |                            |
|       | Valparaíso            |      | Chili      |                            |